# Thelcticopis convoluticola
Thelcticopis convoluticola är en spindelart som beskrevs av Embrik Strand 1911. Thelcticopis convoluticola ingår i släktet Thelcticopis och familjen jättekrabbspindlar. Inga underarter finns listade i Catalogue of Life.